# BREX SUPER LIVE
『BREX SUPER LIVE』（ブレックス・スーパー・ライブ）は、栃木放送のプロバスケットボール中継である。正式なタイトルは『BREX SUPER LIVE B.LEAGUE 2017-18』と後ろにシーズンが付く。
新JBL所属だった時代より宇都宮ブレックスの主にホームゲームの生中継を編成が許す限り実施。
当初のタイトルは『リンク栃木ブレックス実況中継』であったが、Bリーグ2シーズン目となる2017-18より現タイトル。

## 放送時間
原則として試合開始時間より15分前より放送開始。

## 解説
- 石川優希

## 実況
- 菊池元男
- 石川智徳
- 篠田和之